# Liste des châteaux macédoniens
Cette liste non exhaustive répertorie les principaux châteaux en Macédoine du Nord, classés par région. 
Elle inclut les châteaux au sens large du terme, quel que soit leur état de conservation (ruines, bâtiments d'origine ou restaurés) et leur statut (musée, propriété privée, ouvert ou non à la visite).

Les régions de Macédoine

## Est

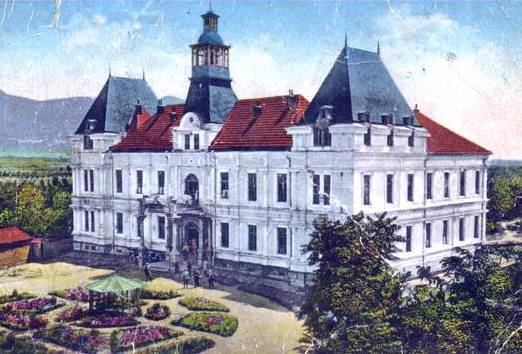
Le Saraï de Resen

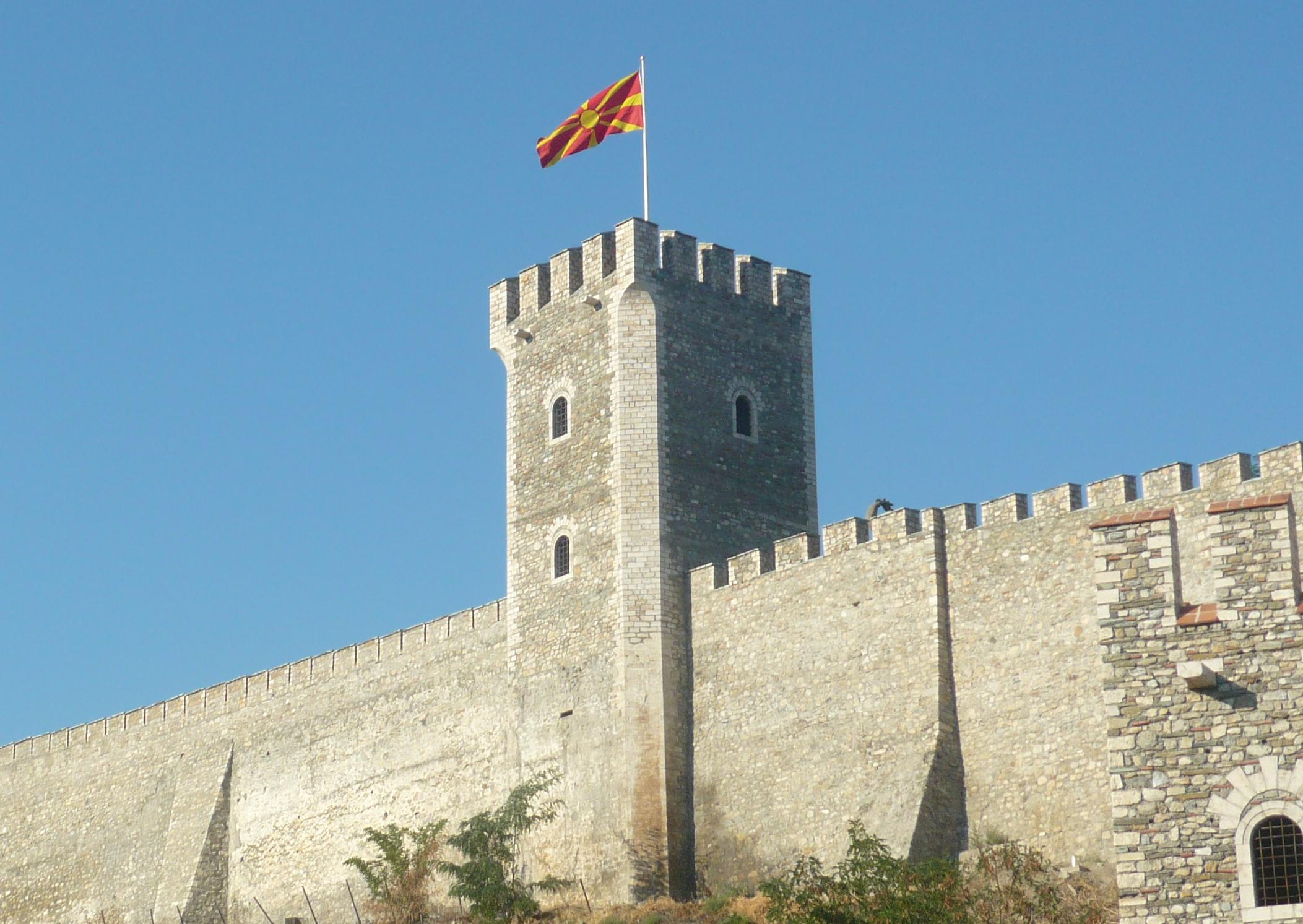
La forteresse de Skopje

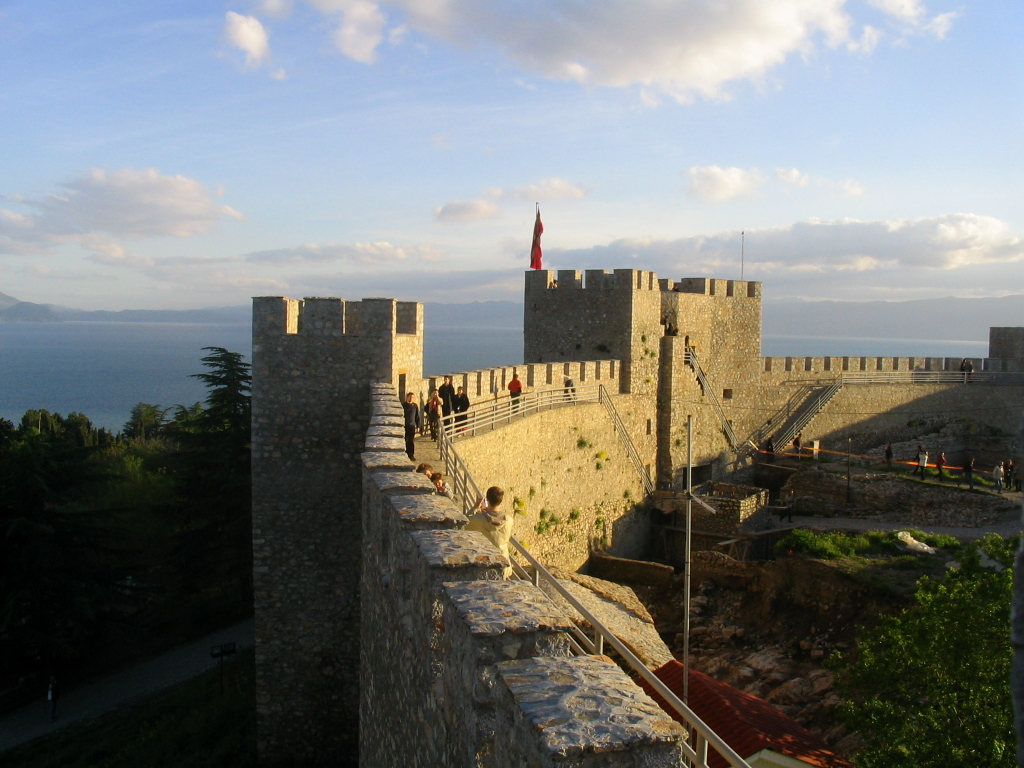
La forteresse de Samuel

- Forteresse de Vinitsa
- Forteresse d'Isar
- Forteresse de Grad

## Pélagonie
- Forteresse de Bitola
- Markovi Kuli
- Saraï

## Polog
- Forteresse de Tetovo

## Skopje
- Baraques Havzi-Pacha
- Forteresse de Skopje
- Tours de Marko (Kojlé)

## Sud-Est
- Forteresse de Stroumitsa

## Sud-Ouest
- Forteresse de Samuel